# Ulanen-Regiment „Graf zu Dohna“ (Ostpreußisches) Nr. 8
Das Ulanen-Regiment „Graf zu Dohna“ (Ostpreußisches) Nr. 8 war ein preußisches Ulanen-Regiment.

## Geschichte
Friedrich Karl Emil zu Dohna-Schlobitten nahm 1812 den Abschied aus der Preußischen Armee, um in russische Dienste treten zu können. Er kam zur russisch-deutschen Legion. Dohna wurde Major im Stab der Husaren der Legion. Am 1. September 1814 übernahm er zwei Husarenregimenter der russisch-deutschen Legion in preußische Dienste. Am 19. März 1815 Bildung eines Ulanenregiments, das später das Ostpreußische Ulanen-Regiment Nr. 8 formiert, welches 1889 seinen Namen erhielt. So war die Gründung des Regiments eine preußisch-russische Gemeinschaftsleistung der Befreiungskriege.

## Garnison (1914)
1. und 3. Eskadron in Stallupönen, 2. Eskadron in Gumbinnen.

## Angehörige des Regiments

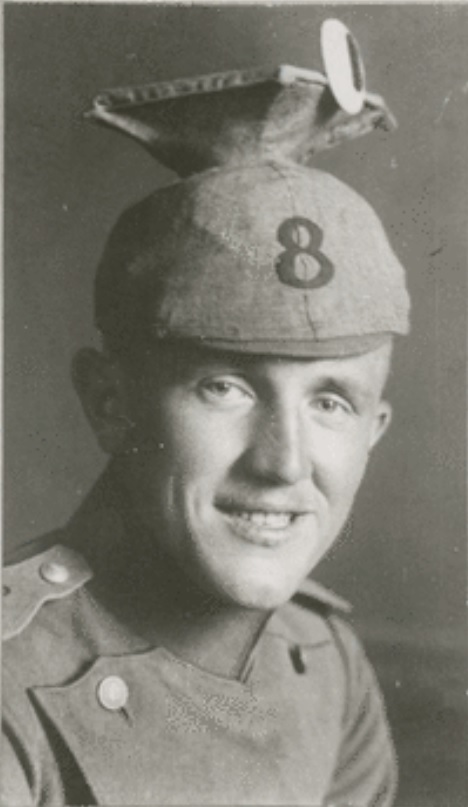
Porträtaufnahme eines Ulanen im Feld bei Göritten (November 1914)
Foto: Fritz Krauskopf (1882–1945)

- August von Münchhausen

## Denkmäler
- Preußensäule (Ubstadt)

## Organisation

### Stellung des Regiments in der Armeeorganisation 1914
- 8. Armee
  - I. Armee-Korps
    - 2. Division
      - 43. Kavallerie-Brigade 
        - Ulanen-Regiment „Graf zu Dohna“ (Ostpreußisches) Nr. 8

### Chefs des Regiments
- 1845–1859: Friedrich Karl Emil zu Dohna-Schlobitten
- 1861–1896: Karl Ludwig von Österreich

### Kommandeure
| Dienstgrad                  | Name                                     | Datum                                                         |
| --------------------------- | ---------------------------------------- | ------------------------------------------------------------- |
| Oberst                      | Friedrich Karl Emil zu Dohna-Schlobitten | 29. März 1815 bis 03. April 1820                              |
| Oberst                      | Ludwig von Paulsdorff                    | 03. April 1820 bis 19. März 1829                              |
| Oberstleutnant              | Karl von Preußer                         | 30. März 1829 bis 29. März 1830 (mit der Führung beauftragt)  |
| Oberst                      | Karl von Preußer                         | 30. März 1830 bis 29. März 1831                               |
| Oberst                      | Friedrich von Szerdahely                 | 30. März 1831 bis 29. März 1833                               |
| Major                       | Ferdinand von Schack                     | 30. März 1833 bis 29. März 1834 (mit der Führung beauftragt)  |
| Oberstleutnant              | Ferdinand von Schack                     | 30. März 1834 bis 29. März 1836                               |
| Major                       | Friedrich von Urlaub                     | 30. März bis 18. Oktober 1836                                 |
| Major/Oberstleutnant/Oberst | Friedrich von Urlaub                     | 19. Oktober 1836 bis 22. Dezember 1841                        |
| Oberstleutnant              | Wilhelm Fabian von Brozowski             | 07. April bis 11. September 1842 (mit der Führung beauftragt) |
| Oberstleutnant/Oberst       | Wilhelm Fabian von Brozowski             | 12. September 1842 bis 2. März 1848                           |
| Major                       | Louis von Mutius                         | 09. März bis 6. Mai 1848 (mit der Führung beauftragt)         |
| Major/Oberstleutnant/Oberst | Louis von Mutius                         | 07. Mai 1848 bis 17. November 1852                            |
|                             | Emil von Czettritz und Neuhaus           | 13. Januar 1853 bis 24. September 1855                        |
|                             | Ernst von Schaumburg                     | 25. September 1855 bis 13. Mai 1857                           |
|                             | Alfred von Borcke                        | 14. Mai 1857 bis 6. März 1863                                 |
| Oberstleutnant/Oberst       | Hermann von Krosigk                      | 07. März 1863 bis 12. Mai 1866                                |
|                             | Karl von Below                           | 15. Mai 1866 bis 23. Juni 1871                                |
| Oberstleutnant/Oberst       | Wilhelm von Bomsdorff                    | 24. Juni 1871 bis 25. Juni 1877                               |
|                             | Karl Theodor Kutscher                    | 26. Juni 1877 bis 28. Dezember 1881                           |
|                             | Konstanz von Esebeck                     | 29. Dezember 1881 bis 14. November 1887                       |
|                             | Max von Mandelsloh                       | 15. November 1887 bis 16. Mai 1892                            |
| Oberstleutnant              | Christoph von Hövel                      | 17. Mai 1892 bis 16. Juni 1893                                |
|                             | Ernst Klockmann                          | 17. Juni 1893 bis 19. Juli 1897                               |
|                             | Erich von Gustedt                        | 20. Juli 1897 bis 21. April 1902                              |
| Oberstleutnant/Oberst       | Gerard de Graaff                         | 22. April 1902 bis 5. Juni 1907                               |
| Oberstleutnant              | Erich von Borcke                         | 06. Juni 1907 bis 21. März 1909                               |
| Oberstleutnant/Oberst       | Georg Schoeler                           | 25. März 1909 bis 17. April 1913                              |
| Oberst                      | Rudolf von Recum                         | 18. April 1913 bis 1. Februar 1914                            |
| Oberst                      | Friedrich Schäffer von Bernstein         | 01. Februar 1914 bis 31. Juli 1915                            |
| Oberstleutnant              | Heinrich Deetjen                         | 01. August 1915 bis 20. Oktober 1917                          |
| Major                       | Eugen Steffens                           | 21. Oktober 1917 bis Ende                                     |